# مايكرو روميرو
مايكرو روميرو (مواليد 9 ديسمبر 1972) هو ملاكم كوبي، مثّل بلاده في الألعاب الأولمبية الصيفية في دورتي 1996 و2000.

## روابط خارجية
مايكرو روميرو على موقع أوليمبيديا (الإنجليزية)